# برص ابوكف ارقط
برص أبو كف ارقط  ،  هو نوع ينتمي إلى (فصيلة: Gekkonidae).

## روابط خارجية
- زواحف المملكة العربية السعودية
- الزواحف والبرمائيات في مصر
- التنوع البيولوجي في مصر